# Valeska von Gallwitz
Valeska von Gallwitz-Dreyling (* 22. Januar 1833 in Glogau; † 9. April 1888 in Berlin) war eine deutsche Schriftstellerin.

## Leben
Sie wurde als Agnes Valeska Eugenie von Tempsky geboren und entstammte einer Adelsfamilie, die, ursprünglich in Pomerellen ansässig, seit 1415 in Preußen nachweisbar war und sich um 1640 in Schlesien niederließ. Ihr Vater Karl Gustav von Tempsky und ihre Brüder waren, wie die meisten ihrer Vorfahren, Offiziere der preußischen Armee. Der Abenteurer, Maler und Journalist Gustav Ferdinand von Tempsky war ihr Cousin.
Valeska von Tempsky wuchs in Glogau auf und heiratete 1855 in Jauer August von Gallwitz-Dreyling  († 1914 in Breslau), Gutsherr auf Dziersno bei Gleiwitz. Sie lebte in Breslau, Hannover und Berlin und begann 1868 zu schreiben.
Ihren ersten Roman Editha und weitere Erzählungen veröffentlichte sie ab 1876 in den von Karl May als Redakteur betreuten Zeitschriften des Münchmeyer-Verlags in Dresden unter dem Pseudonym Eugen Valeski. Ein weiteres von ihr benutztes Pseudonym war C. Michael.
Das Goethe- und Schiller-Archiv der Klassik Stiftung Weimar besitzt einen Briefwechsel von Valeska von Gallwitz-Dreyling mit dem Schriftsteller und Herausgeber Joseph Kürschner aus den Jahren 1877–1885.

## Werke
- Editha, Roman, in: Deutsches Familienblatt I, Dresden 1876, Verlag H. G. Münchmeyer
- Der Talisman der Großmutter, Erzählung, in: „Feierstunden am häuslichen Herde“, Dresden 1876, Verlag H. G. Münchmeyer
- Eine Stiefmutter, Erzählung, in: Deutsches Familienblatt II, Dresden 1877, Verlag H. G. Münchmeyer
- Dem Tode abgerungen, Novelle, in: Deutsches Familienblatt II, Dresden 1877, Verlag H. G. Münchmeyer
- Jelka, Novelle, Stuttgart 1878, Verlag Richter und Kappler
- Das Schloß am Roche Malon, Roman, Freiburg 1879, Verlag Kiepert
- Jelka, Roman. 2. Aufl., Falkenberg O/S. 1882, Verlag Bartelt
- Dem Tode abgerungen, Roman, (2 Bände) Freiburg 1880, Verlag Kiepert
- Zwei Frauenherzen, Charakterbild, Freiburg 1880, Verlag Kiepert
- Aus Palast und Hütte, Novellen, Leipzig 1881, Verlag Schulze & Co
- Magdalena, Roman, Breslau 1883, Verlag Schottländer